# AMGE-Regione dell'Emisfero Occidentale

Paesi membri WAGGGS-Regione dell'Emisfero Occidentale

L'AMGE-Regione dell'Emisfero Occidentale è l'ufficio divisionale dell'Associazione Mondiale Guide ed Esploratrici (AMGE/AMGS/WAGGGS), che si occupa del Guidismo nel Nord e nel Sud America.
Questa regione è la corrispondente della Regione Interamericana dell'Organizzazione Mondiale del Movimento Scout.